# Burgtor (Lübeck)

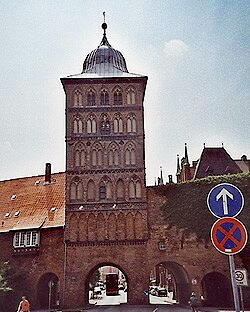
Burgtor – mit vier Durchlässen

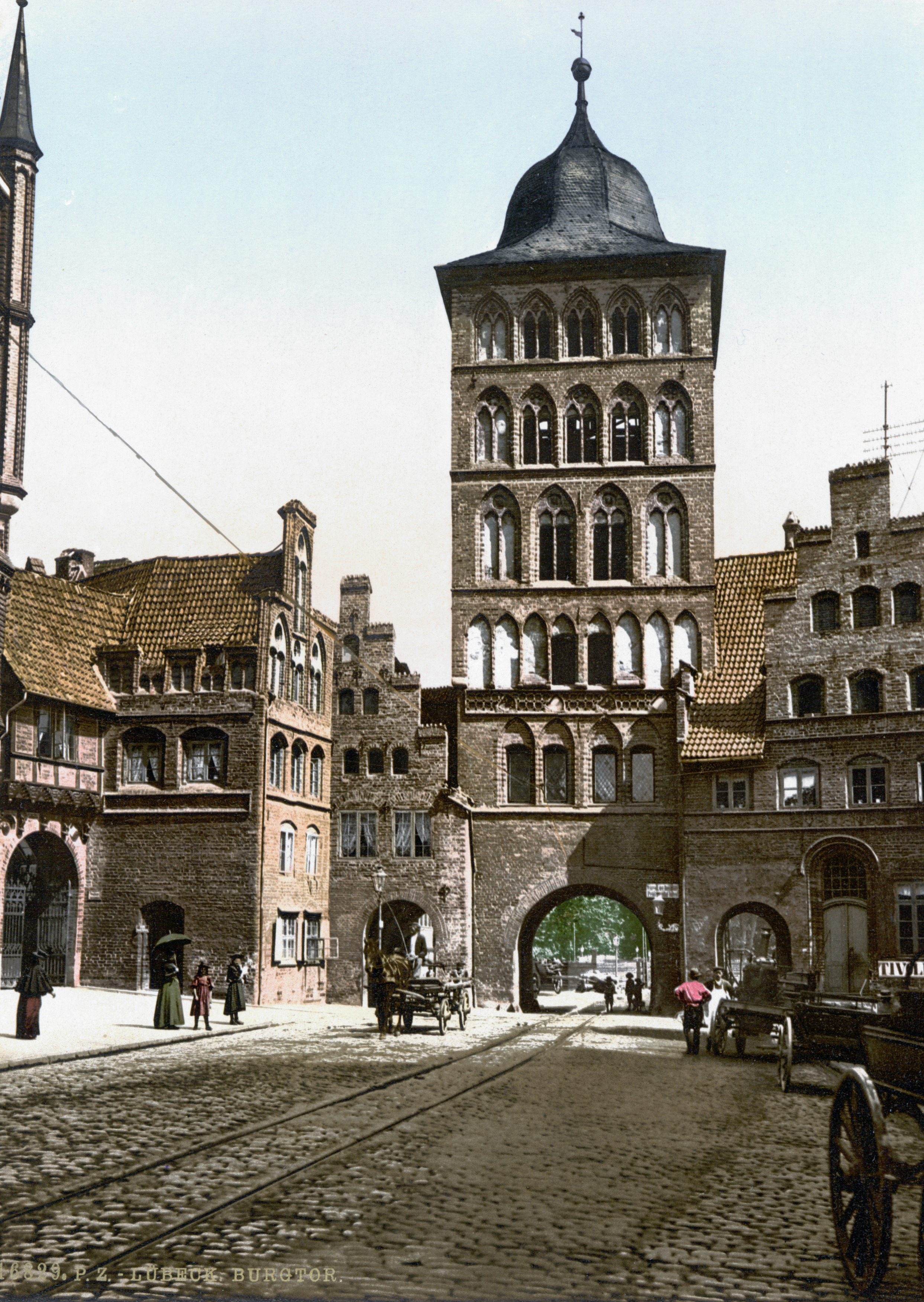
Burgtor um 1900 mit drei Durchlässen

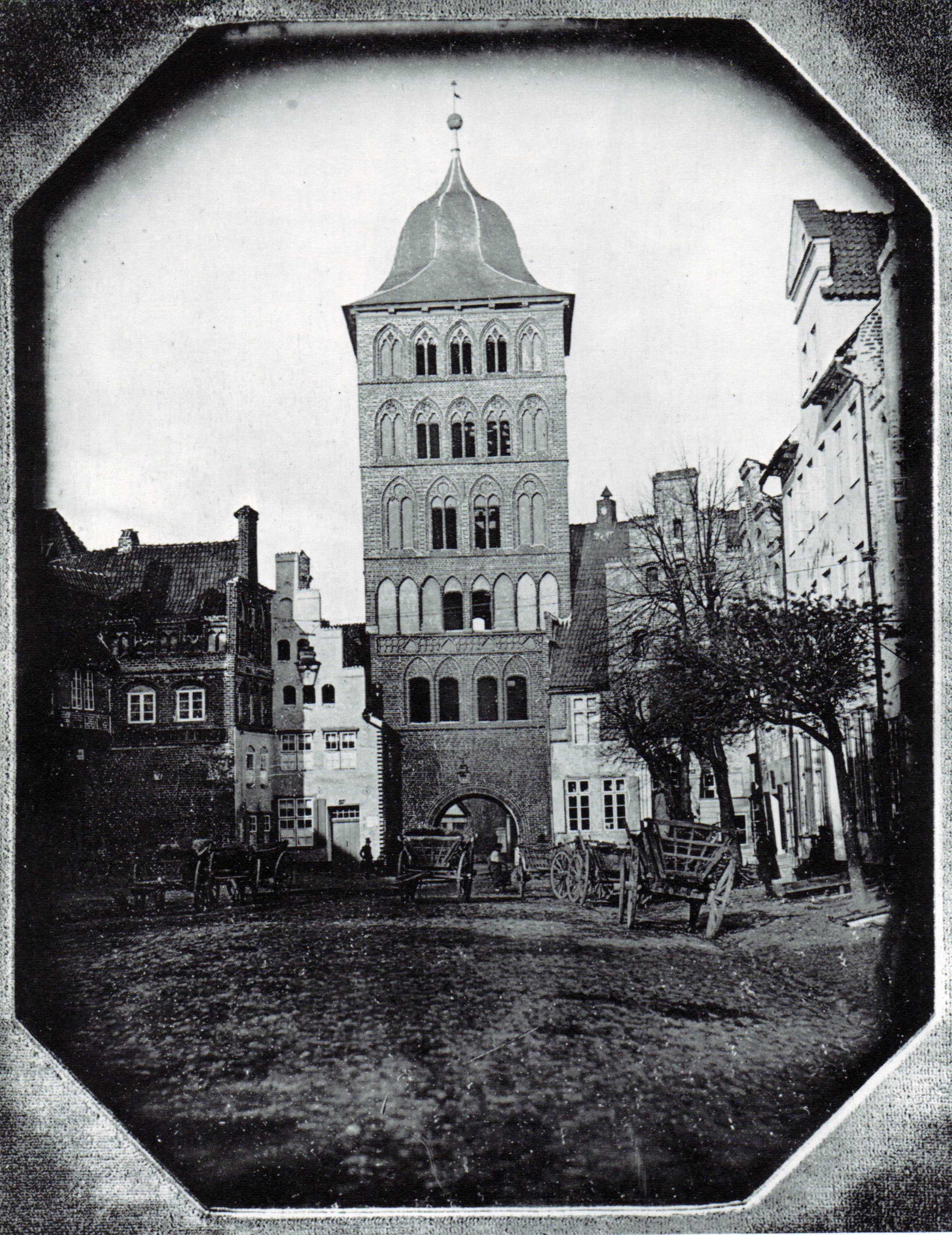
Burgtor vor 1847 vor Aufhebung der Torsperre mit nur einem Durchlass – Foto von Pero

Das 1444 im spätgotischen Stil erbaute Burgtor in Lübeck ist das nördliche von ehemals vier Stadttoren der Lübecker Stadtbefestigung und neben dem Holstentor das einzige, das noch heute erhalten ist. Es hat seinen Namen nach der alten, hoch über der Trave gelegenen Lübecker Burg, die 1227 zum Burgkloster umgebaut wurde. Durch das Tor führt die Große Burgstraße zum Stadtzentrum.

## Baugeschichte
Das heutige Burgtor wurde 1444 vom Stadtbaumeister Nicolas Peck anstelle eines romanischen Tores innerhalb einer Befestigungsanlage erbaut. An den anschließenden Gebäuden, Marstall wie Zöllnerhaus, finden sich Terrakottafriese. Der Renaissance-Fries am Zöllnerhaus ist aus der Werkstatt des Statius von Düren. Im 19. Jahrhundert wurde in der Lübecker Bürgerschaft erwogen, das Burgtor abzureißen, die Älterleute der zwölf bürgerlichen Kollegien wollten dort Bauplatz schaffen. Die Bürgerschaft lehnte diesen Vorschlag schließlich einstimmig ab. Man würde ein altertümliches Gebäude zerstören und das sei nicht tragbar. Stattdessen entschied man sich, den Durchgang durch das Burgtor zu erweitern. 1850 wurde der westliche Durchgang geschaffen, 1875 ein weiterer. 1928 kam ein letzter Durchgang hinzu, so dass es heute vier Durchgänge gibt.
Das heute erhaltene Tor war das innere von ursprünglich drei hintereinander gelegenen Toren. Zwischen dem äußeren und dem mittleren Tor befand sich auf der schmalen Landbrücke zwischen den Flüssen Wakenitz und Trave ein steinerner Brückenbau, der Batardeau, der im Volksmund 'Bär' genannt wurde. Im 15. Jahrhundert als Doppeltoranlage errichtet, wurde es 1622 durch ein drittes Tor ergänzt, wofür man die Gertrudenkapelle und das Pockenhaus abriss. Der starke Ausbau dieser Anlage erklärt sich dadurch, dass es sich um einzigen Landzugang in die Lübecker Innenstadt handelt. Erst im Zuge der Bauarbeiten am Elbe-Lübeck-Kanal wurde dieser einzige Landzugang durchstochen, beseitigt und durch die Burgtorbrücke und die darunterliegenden neugotischen Hubbrücken ersetzt. In diesem Zuge entstand auch der Marstallweg vor dem Burgtor als Fußweg zur Straße An der Untertrave.
1806 drangen die Franzosen bei der Schlacht von Lübeck durch das Burgtor in die Stadt ein. Hieran und an die anschließende Lübecker Franzosenzeit erinnert eine schlichte Gedenktafel im östlichsten Durchgang des Tores.
Auf der anderen Seite der Burgtorbrücke befinden sich auf jeder Seite Kolossalstatuen von sitzenden „Lübecker Löwen“ aus der Hand des Bildhauers Fritz Behn, die mit den liegenden Löwen von Christian Daniel Rauch vor dem Holstentor thematisch korrespondieren. In der dahinter liegenden Grünanlage steht eine Skulpturengruppe von Karl Geiser. Heute befinden sich im Zöllnerhaus eine Schlagzeugschule mit Musikstudio und ein kleiner Veranstaltungsraum. Im Marstall findet man ein städtisches Jugendzentrum.
Als 1908 der Denkmalspflegetag in Lübeck abgehalten wurde, waren die störenden Anbauten entfernt worden. Eduard Kulenkamp, Vorsitzender des Vereins von Kunstfreunden, hatte einen entsprechenden Wettbewerb initiiert.
An einem der Nebentürme kündet eine Gedenktafel von Carl Hans Lody, einem in London hingerichteten deutschen Spion aus dem Ersten Weltkrieg. Diese Tafel sorgte für gespaltene Meinungen in der Lübecker Bürgerschaft, da Neonazis hier Gedenkveranstaltungen abhielten. Laut Beschluss vom 29. Oktober 2005 darf die Tafel hängen bleiben, nationalistische Veranstaltungen sollen in der Nähe aber unterbunden werden.
Ida Boy-Ed erhielt 1912 für ihre Verdienste um Lübeck vom Senat das lebenslange Wohnrecht im Burgtor, das sie bis zu ihrem Tod 1928 nutzen konnte. Danach wohnte Museumsdirektor Carl Georg Heise bis zu seiner Entlassung durch die Nationalsozialisten im Jahr 1933 im Burgtor. Von 1934 bis 1990 wurde das Burgtor (Turm und Zöllnerhaus) der Handweb- und Stickermeisterin Alen Müller-Hellwig (1901–1993) als Arbeits- und Wohnstätte überlassen. Nach ihrer Heirat mit Geigenbaumeister Günther Hellwig (1903–1985) verlegte er seine Werkstatt ebenfalls dorthin. Die letzte Auszubildende von Alen Müller-Hellwig, Ruth Löbe (* 1959), übernahm 1992 die Werkstatt und führte sie bis zu ihrem Tod im Januar 2016 fort.

Modell des äußeren und mittleren Burgtores einschließlich der Brücke (Batardeau)